# Pecuária de corte
Pecuária de corte é um dos ramos de atividade que exerce o pecuarista, ou o criador de rebanho.
Existem tipos diferentes de pecuária de corte, variando de acordo com o tipo de rebanho a ser abatido como bovinos, caprinos e ovinos:
- O abate de novilho ou garrote, exige um rebanho mais aprimorado e maior tecnologia é chamada de corte novo ou abate de novilhos.

- De gado velho, o corte é denominado de abate velho ou gado de montaria. Não confundir com montaria de cavalgar (andar a cavalo).

- De gado confinado ou gado preso, esse tipo de abate é usado para engorda do gado e posterior abate, quando precisa-se de carne mais nobre e em maior quantidade.

- Seletivo, esse tipo de abate não é muito comum, pois usa-se costumeiramente, abater o animal doente e posteriormente incinerar sua carcaça. Esse tipo de abate, normalmente é realizado sob a supervisão da autoridade sanitária, pois normalmente abata-se os animais doentes e os que tiveram contato diretos, como medida de prevenção e erradicação da doença.

- No caso dos caprinos e ovinos o abate se dá dos 4 aos 6 meses pois é o período em que se atinge um peso de caraça por volta dos 40 kg, a depender da raça ou cruzamento industrial. O abate é feito precocemente por um odor característico que se manifesta nos animais a partir do 7 mês. É uma carne de excelente qualidade com baixos níveis de colesterol LDL.

## Raças

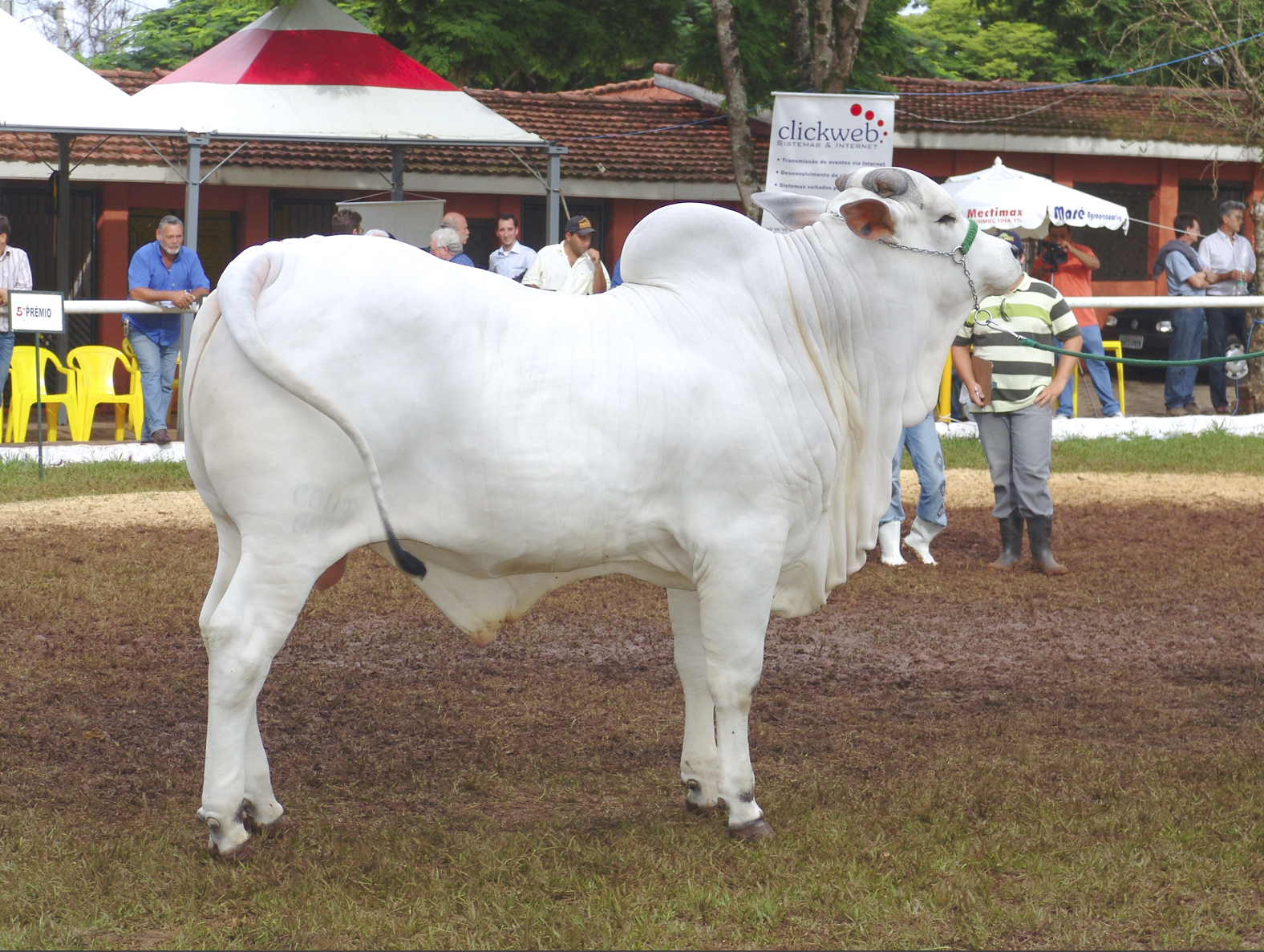
Exemplar de touro da raça Nelore

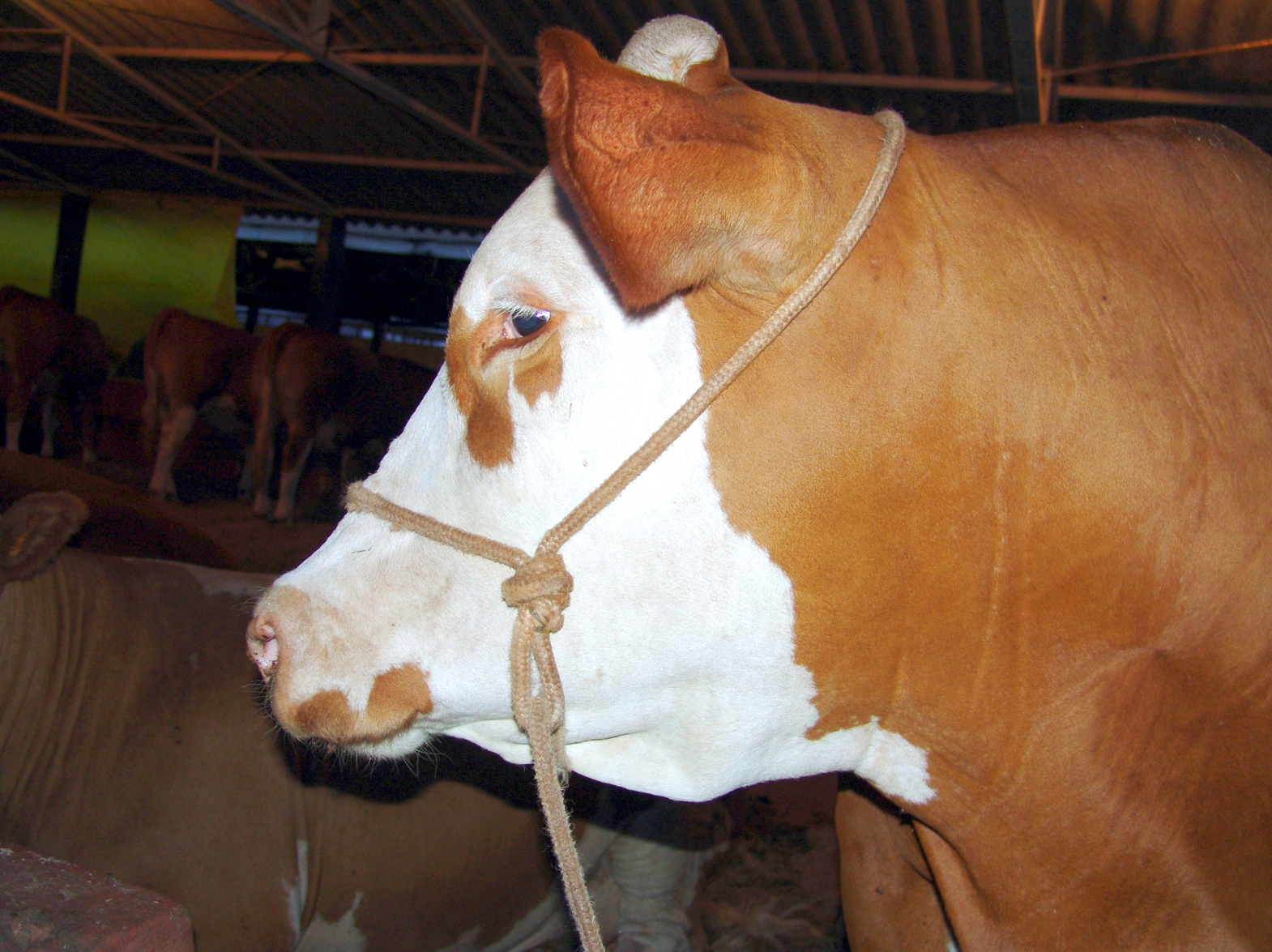
Exemplar da raça Simental

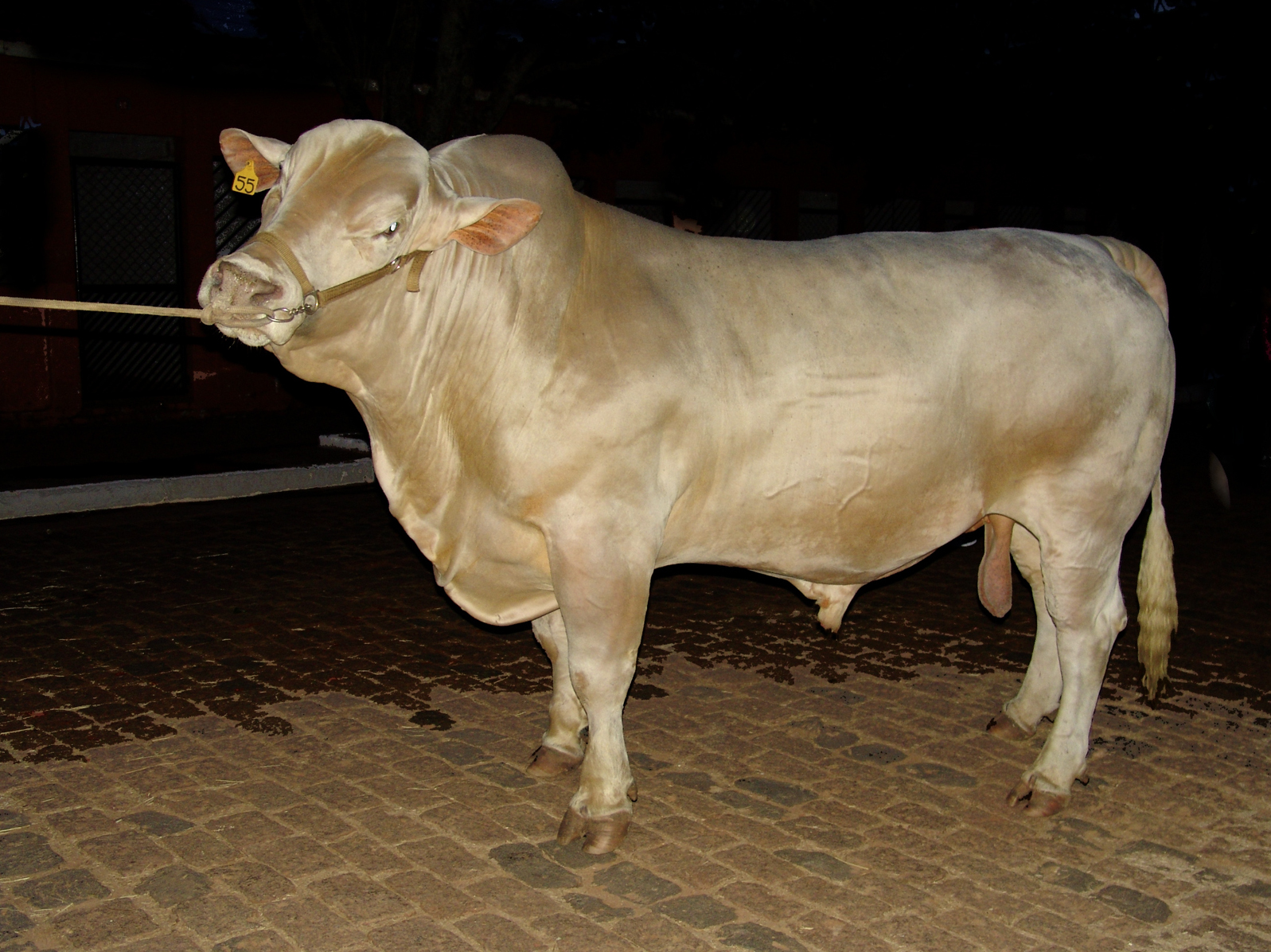
Exemplar de touro da raça Canchim

Entre as diversas raças bovinas existentes no Brasil a mais comum é a raça nelore; uma das raças zebuínas. 80% do gado brasileiro é zebuíno (proveniente da Índia). Os outros 20% são de raças européias as mais comuns são: 
- Aberdeen Angus;
- Red Angus;
- Simental;
- Limousin;
- Lincoln Red;
- Charolês;
- Devon;
- Hereford;
- Blonde d'Aquitaine;
- Piemontês;
- Pardo Suiço;
- Shorthorn;
- Chianina;
- Marchigiana.
- Senepol.

De todo gado zebu no Brasil, 80% é nelore. Os outros 20% são das raças:
- Canchim;
- Gir;
- Guzerá;
- Indubrasil;
- Tabapuã;
- Sindi;
- entre outras.

O nelore provou ser o melhor gado para o Brasil graças a sua adaptabilidade ao clima tropical do país. As raças europeias se adaptam melhor à Região Sul. São utilizadas para o que se chama de 'cruzamento industrial' isto é, cruzamento de gado zebu com gado europeu.
No caso dos caprinos e ovinos todas as raças tem uma adaptabilidade boa aos nossos climas e são divididas por aptidão. Para corte, leite, corte e pele e corte e leite. As raças mais utilizados são:
Ovinos de corte: Dorper,Texel,Suffolk, Hampshire Down
Ovinos de dupla aptidão: Morada Nova, Somalis Brasileira, Santa Inês,Cariri
Caprinos de corte: Boer, Savana
Caprinos de leite: Pardo Alpina, Toggemburg, Alpina Britânica, Saanen, Murciana
Caprinos de dupla aptidão: Anglo Nubiana, Azul, Canindé, Marota

## Mercado
O mercado da pecuária de corte é vasto, normalmente com preços manipulados pelos grandes abatedouros, é calculado por arroba (medida de 15 kg).
Os ganhos em alguns países como o Brasil atinge cifras altas de aproximadamente R$ 4 bilhões ( quatro bilhões de reais ) ou um bilhão e quinhentos mil Euros mensal para o ano de 2004. Exceto na época da entressafra, quando cai a produção a níveis bem baixo, obriga o Governo a usar os estoques estratégicos a fim de evitar o desabastecimento o preço sobe a patamares maiores.